# Lasst die Alten sterben
Lasst die Alten sterben ist ein Schweizer Spielfilm aus dem Jahr 2017 mit Max Hubacher in der Hauptrolle. Es ist der Debütfilm des Schweizer Regisseurs Juri Steinhart. Max Hubacher als Kevin gründet zusammen mit Julian Koechlin als Manuel eine Kommune nach dem Vorbild der Achtzigerjahre, um aus den geltenden gesellschaftlichen Idealen auszubrechen. Der Film entstand in Koproduktion zwischen Lomotion und Teleclub.

## Handlung
Kevin Baumann ist ein junger Typ voller Tatendrang. Er hat Freunde und eben die Aufnahmeprüfung für die Kunsthochschule bestanden. Doch er fühlt sich leer und alles widert ihn an, wie das Rumhängen im Einkaufszentrum, sein liberaler Vater, sein Leben zwischen Smartphone, Social Media, Styling-Tutorials und schnelle Nummern auf den Toiletten im Ausgang. In Kevin lodert eine Wut, doch er weiss gar nicht warum. Am liebsten würde er aufbegehren, doch wo liegt eigentlich das Problem?
Zudem ist da noch das Ritalin, das Kevin endlich nach 11 Jahren abgesetzt hat. Es passieren seltsame Dinge in seinem Kopf. So erscheint ihm nach einer Party, betrunken und im Drogenrausch, ein Punk, der alles über ihn zu wissen scheint. Kevin realisiert, dass er als einziger diesen Punk sehen kann.
Kevin will so werden wie dieser Revoluzzer-Punk und die Generation der wilden Achtzigerjahre, die ohne Rücksicht auf Verluste Widerstand leisteten und ein radikales Leben führten. Mit dieser Idee stachelt er seinen Kumpel Manuel an, zusammen eine Kommune zu gründen. Aber wo lassen sich gleichgesinnte Menschen finden? Natürlich bei einem Casting.
Kevin und Manuel stellen so ihre bunte Wohngemeinschaft zusammen. Sie besteht aus dem sensiblen Chris, dem Drogennarr Raffi, dem jungen Paar Fitim und Judith, die mit ihrem Baby keine Bleibe finden, und schliesslich Julia, die Kevin rasch den Kopf verdreht. Bei ihrem Initiationsritual werfen alle ihre Smartphones an die Wand. Von nun an geht es nur noch um echte Empfindungen, kein Social Media mehr, Drogen und Stehlen, Schluss mit Konventionen und raus aus der Konsumwelt. Sie wollen nach dem Vorbild der Achtzigerjahre leben.
Ungemütlich wird es für Kevin aber, als sein Vater bei ihm einziehen will, da ihn seine Frau rausgeworfen hat. Sein Vater, in den Achtzigern selber aktiv, erlebt bei seinem Sohn seinen zweiten Frühling. Voller Begeisterung stürzt sich Bernhard Baumann ins Kommunen-Leben und lebt diesen Lebensstil deutlich lockerer als sein Sohn.
Durch seinen Vater kommt Kevin zu einer weiteren Idee. Das Problem der Jugend sind die Alten. Sie leben im Wohlstand, haben grosse Wohnungen, liegen den Jungen auf der Tasche und belasten das Gesundheitssystem. Es ist sogar der Vater, welcher der Kommune zum Kampfruf verhilft: «Lasst die Alten sterben!»
Gezeigt wird eine Generation, die sich aus der Langeweile befreien will und bei diesem Vorhaben ins Leere fällt.

## Produktion
Der Film wurde mit finanzieller Unterstützung der Berner Filmförderung und des Bundesamtes für Kultur (BAK) von David Fonjallaz und Louis Mataré von Lomotion AG in Bern in Co-Produktion mit Teleclub realisiert. Der Film ist mit rund einer Million Schweizer Franken ein Lowbudgetprojekt. So wurden für das Ensemble Laien, Newcomer und Etablierte ausgewählt.
Der Schweizer Regisseur Juri Steinhart, der durch seine Satire-Serie «Experiment Schneuwly» auf sich aufmerksam machte, schrieb das Drehbuch und führte Regie. Die Kameraführung übernahm Simon Huber und im Schnitt arbeitete Marcel Wyss.
Der Film feierte im Herbst 2017 beim Zurich Film Festival (ZFF) seine Premiere und wurde an den 53. Solothurner Filmtage, am Filmkunstfest MV in Schwerin sowie am Filmfestival Mostra Internacional del Cinema in Sao Paulo gezeigt. Am 12. Oktober 2017 kam Lasst die Alten sterben in die Schweizer Kinos und die Schweizer TV-Premiere fand am 26. September 2019 auf SRF 1 statt.

## Rezeption
Das Thema des Films wurde medial breit diskutiert. So war der Regisseur Juri Steinhart u. a. Gast bei der Fernsehsendung Club im  Schweizer Fernsehen zum Thema „Jugend ohne Rebellion“.

### Kritiken
Das Schweizer Radio und Fernsehen (SRF) sieht im Film einen echten Blickfang. Die Truppe um Kevin lasse so richtig die Sau raus. Sie bekämpfe gesellschaftliche Vorstellungen und ignoriere die guten Manieren. Mit einer Revolution habe ihr Verhalten aber noch nichts zu tun. Aufgrund der fehlenden realen Ziele und Ideale wirke ihr Verhalten eher kindisch. Der erste Spielfilm von Juri Steinhart besteche aber mit seiner rohen Energie, seinem anarchischen Look und den gewitzten Perspektiven. Betrachten lasse sich der Film als eine Momentaufnahme einer Generation, die gerne rebellieren würde. Dazu müsse sie sich in der Multi-Options-Gesellschaft auf ein Feindbild einigen können. Die Feindbilder Smartphone und Senioren, die im Film verwendet wurden, taugen dafür schlecht. Wer ein Punk sein will, brauche einen echten Feind.
Der Züritipp lobt Juri Steinhart für die ironischen Details zum Kommunenleben 2.0. Es entstand «manch schnoddriger Dialog sowie eine Bildsprache, die Schmiss hat». Die Geschichte sacke aber immer wieder etwas ab. Der Generationenkonflikt, der von Kevin und seinen Kollegen konstruiert werde, werde zum Fehlschlag. Ab diesem Punkt wirke der Film orientierungslos. Auch die Antwort auf das Problem des Films überzeuge nur wenig, denn es gehe um einen Sohn, der um die Anerkennung seines Vaters kämpft.
Die Wendung im Film, als der Vater der Kommune beitritt und den Slogan «Lasst die Alten sterben» entwirft, mache den Film aus Sicht des Migros Magazins unwiderstehlich komisch. Originell sei auch die Bildsprache, welche zum Teil in grobkörnigem Schwarz-Weiss gedreht wurde und dann wieder in kitschigen Farben.
Der Kulturblog des «Bund» sieht im Film eine hinreissende Tragikomödie. Der «Coming-Of-Age-Film» zeige, wie schwer das Erwachsenwerden ohne Reibung und Abgrenzung sei.
Der Film lebe von den hervorragenden Schauspielenden, der Sprache und der präzisen Kameraführung, meint die Zeitschrift «reformiert.».
Weitere Kritiken:

„Juri Steinhart hat ein sicheres Gespür für Provokation, Aktualität und Satire.“

„Juri Steinhart's Kino Debüt besticht mit roher Energie.“

„Ein intensiver, vielschichtig gespielter Mix aus Generationen-Porträt und Tragikomödie.“

„Ein origineller Erstling“

„Hat etwas von Trainspotting.“

„Ein mutiger, provokativer Film, voller Überraschungen.“

„Ein Film mit Energie und schwarzem Humor.“

„Das Lachen bleibt im Hals stecken, und wir fühlen mit der „Generation orientierungslos“ mit.“

„Juri Steinhart führt dem Publikum auf äusserst witzige und unterhaltsame Weise ein spannendes Paradox der Gegenwart vor Augen.“

„Ein Film bei dem man nichts schönreden muss. Er ist einfach gut.“

„Viele hübsche und selbstironische Details.“

„Eine lustige, polemische und visuell ansprechende Zustandsanalyse der Generation Zuckerwatte.“